# Podlistnik białawy
Podlistnik białawy (Ectophylla alba) – gatunek ssaka z podrodziny owocnikowców (Stenodermatinae) w obrębie rodziny liścionosowatych (Phyllostomidae).

## Taksonomia
Rodzaj i gatunek po raz pierwszy zgodnie z zasadami nazewnictwa binominalnego opisał w 1892 roku amerykański zoolog Harrison Allen nadając im odpowiednio nazwy Ectophylla i Ectophylla alba. Holotyp pochodził z obszaru w sąsiedztwie rzeki Coco, we wschodnim Hondurasie. Jedyny przedstawiciel rodzaju podlistnik (Ectophylla). 
Ectophylla alba jest kojarzony z Mesophylla, głównie na podstawie ich podobnego wzoru futra. Autorzy Illustrated Checklist of the Mammals of the World uznają ten gatunek za monotypowy.

### Etymologia
- Ectophylla: gr. εκτος ektos „poza, na zewnątrz”; φυλλον phullon „liść”[9].
- alba: łac. albus „biały, trupio-biały”[10].

## Zasięg występowania
Podlistnik białawy występuje na karaibskich stokach w Ameryce Środkowej (wschodni Honduras, wschodnia Nikaragua, wschodnia Kostaryka i skrajnie północno-zachodnia Panama).

## Morfologia
Długość ciała 37–47 mm, ogon niewidoczny, długość ucha 10–15 mm, długość tylnej stopy 7–10 mm, długość przedramienia 27,8–29,3 mm; masa ciała 5–6 g. Wzór zębowy: I {\displaystyle {\tfrac {2}{2}}} C {\displaystyle {\tfrac {1}{1}}} P {\displaystyle {\tfrac {2}{2}}} M {\displaystyle {\tfrac {2}{2}}} = 28. Kariotyp wynosi 2n = 30 i FN = 56. Proces determinacji płci to klasyczny system XX/XY.

## Ekologia
Zasiedla zarówno niziny, jak i pogórza do wysokości około 700 m n.p.m., porośnięte przez pierwotny, wiecznie zielony las deszczowy, ale też niektóre wtórne drzewostany powstałe po jego wycięciu. Nietoperze tego gatunku żyją w małych koloniach, schowane pod liśćmi roślin z rodzaju Heliconia w podszycie lasu. Kryjówkę budują same, podgryzając boczne nerwy liścia tuż przy nerwie głównym (wzdłuż niego), dzięki czemu blaszka liściowa składa się, tworząc namiot. Stare liście helikonii przyjmują podobną formę, są jednak wyblakłe i martwe, podczas gdy kolonie podlistnika białawego kryją się wyłącznie pod świeżymi, zielonymi liśćmi. Kryjówki takie znajdują się zwykle na wysokości około 2 m. Niektóre namioty są wykorzystywane wyłącznie jako kryjówki nocne - miejsca odpoczynku podczas żerowania. Kolonia składa się z do 4-8 osobników, w tym tylko jednego samca. Obie płcie dzielą kryjówkę aż do czasu urodzenia młodych (w Kostaryce - kwiecień), potem samce opuszczają kolonie. Podlistnik białawy odżywia się owocami, głównie małymi figami, rosnącymi w podszycie.